# Contea di Giles (Virginia)
La contea di Giles (in inglese Giles County ) è una contea dello Stato della Virginia, negli Stati Uniti. La popolazione al censimento del 2000 era di 16 657 abitanti. Il capoluogo di contea è Pearisburg.